# Selenops
Selenops és un gènere d'aranyes araneomorfes de la família dels selenòpids (Selenopidae). Fou descrit per primera vegada l'any 1819 per Latreille. El nom prové de la mitologia grega: de la deessa de la lluna, Selene, i la partícula grega -ops "ull", a causa de la forma de lluna dels ulls.
És una aranya que es pot trobar en molts deserts del món. Les espècies d'aquest gènere es distribueixen principalment per Amèrica i Àfrica; també al sud d'Àsia i al sud d'Europa. S. radiatus ha demostrat que pot ser un eficaç en el control biològic de plagues, eliminant l'arna del tubèrcul de la patata a Sud-àfrica.
Selenops és la primera aranya que se sap que és capaç de controlar la caiguda per poder aterrar a un arbre o en un lloc determinat. Són capaces d'atacar la presa que s'apropa des de totes les direccions; quan ataca, mostra alguns dels moviments de gir més ràpids documentats en animals terrestres.

## Taxonomia
Segons el World Spider Catalog amb data de 7 de gener de 2019, Selenops té reconegudes les següents 131 espècies:
- Selenops ab Logunov & Jäger, 2015
- Selenops abyssus Muma, 1953
- Selenops actophilus Chamberlin, 1924
- Selenops aequalis Franganillo, 1935
- Selenops aissus Walckenaer, 1837
- Selenops alemani Muma, 1953
- Selenops amona Crews, 2011
- Selenops anacaona Crews, 2018
- Selenops angelae Corronca, 1998
- Selenops angolaensis Corronca, 2002
- Selenops annulatus Simon, 1876
- Selenops ansieae Corronca, 2002
- Selenops arikok Crews, 2011
- Selenops aztecus Valdez-Mondragón, 2010
- Selenops bani Alayón, 1992
- Selenops banksi Muma, 1953
- Selenops baweka Crews, 2011
- Selenops bifurcatus Banks, 1909
- Selenops bocacanadensis Crews, 2011
- Selenops brachycephalus Lawrence, 1940
- Selenops bursarius Karsch, 1879
- Selenops buscki Muma, 1953
- Selenops cabagan Alayón, 2005
- Selenops camerun Corronca, 2001
- Selenops canasta Alayón, 2005
- Selenops candidus Muma, 1953
- Selenops caney Alayón, 2005
- Selenops caonabo Crews, 2018
- Selenops chamela Crews, 2011
- Selenops cocheleti Simon, 1880
- Selenops comorensis Schmidt & Krause, 1994
- Selenops cristis Corronca, 2002
- Selenops curazao Alayón, 2001
- Selenops debilis Banks, 1898
- Selenops denia Crews, 2011
- Selenops dilamen Corronca, 2002
- Selenops dilon Corronca, 2002
- Selenops duan Crews, 2011
- Selenops ducke Corronca, 1996
- Selenops dufouri Vinson, 1863
- Selenops ecuadorensis Berland, 1913
- Selenops enriquillo Crews, 2011
- Selenops feron Corronca, 2002
- Selenops florenciae Corronca, 2002
- Selenops formosus Bryant, 1940
- Selenops geraldinae Corronca, 1996
- Selenops gracilis Muma, 1953
- Selenops guerrero Crews, 2011
- Selenops hebraicus Mello-Leitão, 1945
- Selenops huetocatl Crews, 2011
- Selenops iberia Alayón, 2005
- Selenops ilcuria Corronca, 2002
- Selenops imias Alayón, 2005
- Selenops insularis Keyserling, 1881
- Selenops intricatus Simon, 1910
- Selenops isopodus Mello-Leitão, 1941
- Selenops ivohibe Corronca, 2005
- Selenops ixchel Crews, 2011
- Selenops jocquei Corronca, 2005
- Selenops juxtlahuaca Valdez, 2007
- Selenops kalinago Crews, 2011
- Selenops kikay Corronca, 1996
- Selenops kruegeri Lawrence, 1940
- Selenops lavillai Corronca, 1996
- Selenops lepidus Muma, 1953
- Selenops lesnei Lessert, 1936
- Selenops levii Corronca, 1997
- Selenops lindborgi Petrunkevitch, 1926
- Selenops littoricola Strand, 1913
- Selenops lobatse Corronca, 2001
- Selenops lucibel Corronca, 2002
- Selenops lumbo Corronca, 2001
- Selenops makimaki Crews, 2011
- Selenops malinalxochitl Crews, 2011
- Selenops manzanoae Corronca, 1997
- Selenops maranhensis Mello-Leitão, 1918
- Selenops marcanoi Alayón, 1992
- Selenops marginalis F. O. Pickard-Cambridge, 1900
- Selenops marilus Corronca, 1998
- Selenops melanurus Mello-Leitão, 1923
- Selenops mexicanus Keyserling, 1880
- Selenops micropalpus Muma, 1953
- Selenops minutus F. O. Pickard-Cambridge, 1900
- Selenops morosus Banks, 1898
- Selenops morro Crews, 2011
- Selenops muehlmannorum Jäger & Praxaysombath, 2011
- Selenops nesophilus Chamberlin, 1924
- Selenops nigromaculatus Keyserling, 1880
- Selenops occultus Mello-Leitão, 1918
- Selenops oculatus Pocock, 1898
- Selenops ollarius Zhu, Sha & Chen, 1990
- Selenops onka Corronca, 2005
- Selenops oricuajo Crews, 2011
- Selenops ovambicus Lawrence, 1940
- Selenops oviedo Crews, 2011
- Selenops para Corronca, 1996
- Selenops pensilis Muma, 1953
- Selenops peraltae Corronca, 1997
- Selenops petenajtoy Crews, 2011
- Selenops petrunkevitchi Alayón, 2003
- Selenops phaselus Muma, 1953
- Selenops pygmaeus Benoit, 1975
- Selenops radiatus Latreille, 1819
- Selenops rapax Mello-Leitão, 1929
- Selenops rosario Alayón, 2005
- Selenops sabulosus Benoit, 1968
- Selenops saldali Corronca, 2002
- Selenops scitus Muma, 1953
- Selenops secretus Hirst, 1911
- Selenops shevaroyensis Gravely, 1931
- Selenops siboney Alayón, 2005
- Selenops simius Muma, 1953
- Selenops souliga Crews, 2011
- Selenops spixi Perty, 1833
- Selenops submaculosus Bryant, 1940
- Selenops sumitrae Patel & Patel, 1973
- Selenops tenebrosus Lawrence, 1940
- Selenops tiky Corronca, 1998
- Selenops tomsici Corronca, 1996
- Selenops tonteldoos Corronca, 2005
- Selenops trifidus Bryant, 1948
- Selenops vigilans Pocock, 1898
- Selenops vinalesi Muma, 1953
- Selenops viron Corronca, 2002
- Selenops willinki Corronca, 1996
- Selenops wilmotorum Crews, 2011
- Selenops wilsoni Crews, 2011
- Selenops ximenae Corronca, 1997
- Selenops zairensis Benoit, 1968
- Selenops zuluanus Lawrence, 1940
- Selenops zumac Corronca, 1996

### Fòssils
Segons el World Spider Catalog versió 19.0 (2018), existeixen les següents espècies fòssils:
- †Selenops benoiti Wunderlich, 2004
- †Selenops beynai Schawaller, 1984
- †Selenops dominicanus Wunderlich, 2004